# Zapovednik Koeznetski Alataoe
Zapovednik Koeznetski Alataoe (Russisch: Государственный природный заповедник Кузнецкий Алатау) is een strikt natuurreservaat gelegen in de oblast Kemerovo van Rusland en behoort geografisch gezien tot het zuidoosten van West-Siberië. De oprichting tot zapovednik vond plaats op 27 december 1989 per decreet (№ 385/1989) van de Raad van Ministers van de Russische SFSR en heeft een oppervlakte van 4.018,12 km². Het doel van oprichting was om de natuurlijke complexen van de Koeznetskse Alataoe te behouden en bestuderen en het ontwikkelen van wetenschappelijke fundamenten voor de bescherming van het milieu.

## Kenmerken
Zapovednik Koeznetski Alataoe ligt in de gelijknamige Koeznetskse Alataoe, een berggebied dat deel uitmaakt van de Zuid-Siberische gebergtes. Zapovednik Koeznetski Alataoe beslaat ongeveer ⅓ van Oblast Kemerovo. Het gebied is bergachtig en wordt doorsneden door diepe rivierdalen. De hoogste berg in het reservaat is de Grote Kanym met een hoogte van 1.873 m. Andere biotopen in het gebied zijn bergtoendra, boreale bossen, puinhellingen en hoogvenen. Op het grondgebied van Zapovednik Koeznetski Alataoe bevinden zich bovendien een aantal gletsjers, wat uniek is omdat gletsjers op deze breedtegraad van het noordelijke halfrond nergens zo laag (1200 à 1500 m) worden gevonden. De 32 aanwezige gletsjers hebben een gezamenlijke oppervlakte van 6,79 km².

## Fauna
In Zapovednik Koeznetski Alataoe zijn 58 zoogdieren vastgesteld, waaronder de bruine beer (Ursus arctos), Siberische wapiti (Cervus canadensis sibiricus), Siberisch ree (Capreolus pygargus), rendier (Rangifer tarandus valentinae), eland (Alces alces), Euraziatische lynx (Lynx lynx), sabelmarter (Martes zibellina) en otter (Lutra lutra). Binnen de gewervelde dieren zijn vogels het best vertegenwoordigd met 281 vastgestelde soorten. Zapovednik Koeznetski Alataoe is door Birdlife International erkend als Important Bird Area (IBA). Het gebied is namelijk van internationaal belang voor vogels als bastaardarend (Clanga clanga), sakervalk (Falco cherrug), kwartelkoning (Crex crex) en bergsnip (Gallinago solitaria). Andere interessante vogelsoorten zijn bijvoorbeeld het auerhoen (Tetrao urogallus), hazelhoen (Tetrastes bonasia), nonnetje (Mergellus albellus), grote krekelzanger (Locustella fasciolata), Siberische lijster (Geokichla sibirica), mugimakivliegenvanger (Ficedula mugimaki) en Hodgsons bergvink (Leucosticte nemoricola). Enkele opvallende vissen zijn bijvoorbeeld de Siberische vlagzalm (Thymallus arcticus) en taimen (Hucho taimen).